# 比重
比重（英語：Specific gravity），也稱為相對密度（英語：Relative density），是指一物質的密度與參考物質的密度的比值，為一個无量纲量。
液體的比重幾乎都是以水的最大密度（於4 °C或39.2 °F時的密度）為參考；氣體則是以室溫（20 °C或68 °F）下的空氣密度為基準。
若一物質的比重小於1，代表該物質的密度小於參考物；若大於1，則代表密度大於參考物；若等於1，則與參考物的密度相等。若參考物為水，比重大於1的物質，在水中會下沉，反之若小於1，則可以浮在水上。比重會因參考物的種類不同而有所變化。

## 定義
比重可以定義為：
{\displaystyle SG_{true}={\frac {\rho _{sample}}{\rho _{H_{2}O}}}}
其中 {\displaystyle \rho _{sample}\,} 為待測物的密度，而 {\displaystyle \rho _{H_{2}O}} 為水的密度。
而為了方便起見，會量測與水同樣體積的待測物重量來與水的重量做比較
{\displaystyle {\frac {W_{sample}}{W_{H_{2}O}}}={\frac {m_{sample}g}{m_{H_{2}O}g}}={\frac {m_{sample}/V}{m_{H_{2}O}/V}}={\frac {\rho _{sample}}{\rho _{H_{2}O}}}=SG_{true}}
其中 g 為當地的重力加速度，V 為體積(與水保持相同)，{\displaystyle m_{sample}} 為待測物的質量，{\displaystyle m_{H_{2}O}} 為水的質量。